# Milan Cieslar
Milan Cieslar (* 26. dubna 1960 Český Těšín) je český filmový a televizní režisér.
Po studiu na Střední průmyslové škole filmové v Čimelicích dále studoval na pražské FAMU, kterou dokončil v roce 1984. Poté následoval rok základní vojenské služby, po ní začal pracovat ve Filmovém studiu na Barrandově nejprve jako pomocný režisér. Souběžně s tímto působením navázal spolupráci i s Československou televizí. Po roce 1989 v důsledku společenských změn a privatizace Filmového studia Barrandov byl nucen ze studia odejít a pracovat jako umělec na volné noze a posléze i jako mediální podnikatel. V roce 1993 založil vlastní produkční firmu Happy celuloid.

## Filmografie

### Film
- 1989 Dynamit
- 1991 Někde je možná hezky
- 1995 Jak chutná smrt
- 2000 Der Lebensborn - Pramen života
- 2004 Krev zmizelého
- 2004 Duše jako kaviár
- 2009 Duše na talíři
- 2010 Dešťová víla
- 2012 Láska je láska
- 2013 Colette
- 2015 Život je život
- 2017 Špindl
- 2018 Věčně tvá nevěrná

### Televize
- 1995 O Šedivákovi
- 1998 Markétin zvěřinec
- 2000 Jabloňová panna
- 2002 O Ječmínkovi
- 2002 Hvězda života
- 2002 Černý slzy
- 2003 Krev zmizelého (seriál)
- 2005 To nevymyslíš! (seriál)
- 2005 Kamenný klíč
- 2005 3 plus 1 s Miroslavem Donutilem (seriál)
- 2006 To horké léto v Marienbadu
- 2007 O uloupené divožence
- 2008 Soukromé pasti (seriál)
- 2008 Lovec vodního ticha
- 2011 Znamení koně (seriál)
- 2016 Na vodě (seriál)